# 社群雲
社群雲（Community cloud）是由幾個組織共享的雲端基礎設施，為雲端運算服務的一種，它們支持特定的社群，有共同的關切事項，例如使命任務、安全需求、策略與法規遵循考量等。管理者可能是組織本身，也能是第三方；管理位置可能在組織內部，也可能在組織外部。